# Serra de Comaermada
La Serra de Comaermada és una serra situada entre els municipis de Bellver de Cerdanya i de Meranges, a la comarca de la Baixa Cerdanya, amb una elevació màxima de 2.736 metres.